# Лоретто (город, Миннесота)
Лоретто (англ. Loretto) — город в округе Хеннепин, штат Миннесота, США. На площади 0,8 км² (0,8 км² — суша, водоёмов нет), согласно переписи 2000 года, проживают 570 человек. Плотность населения составляет 752,4 чел./км².
- Телефонный код города — 763 %post%
- FIPS-код города — 27-38222[1]
- GNIS-идентификатор — 0647188[2]